# Комонвелт
Комонвелт (енгл. Commonwealth) је традиционални енглески појам за политичку заједницу основану због општег добра. Историјски је понекад био синоним за републиканизам.
У савременом добу појам се користи за блиска удружења неких суверених нација. Најзначајније удружење је Комонвелт нација, удружење бивших припадника Британске империје, за које се користи једноставан назив Комонвелт.
Именица комонвелт (енгл. commonwealth у енглеском језику значи „опште благостање; опште добро или предност“ и датира из 15. вијека. Изворни појам „the common-wealth“ или „the common weal“ настао је од старог значења ријечи „wealth“ и то је погрешан превод латинске фразе res publica (република). У 17. вијеку дефиниција појма комонвелт се проширила са изворног значење „заједничко благостање“ (енгл. public welfare) или „заједничко добро“ (енгл. commonweal) у „држава у којој врховна власт припада народу; република или демократска држава“.